# Abdulwahab Al Malood
Abdulwahab Al Malood (arabe : عبد الوهاب المالود), né le 7 juin 1990 à Muharraq à Bahreïn, est un joueur de football international bahreïni, qui évolue au poste de milieu de terrain.

## Biographie

### Carrière en club
Avec le club d'Al Muharraq, il remporte une Coupe du golfe des clubs champions et une Coupe de l'AFC.

### Carrière en sélection
Avec l'équipe de Bahreïn, il possède 34 sélections, avec deux buts inscrits, depuis 2010. 
Il figure dans le groupe des sélectionnés lors des Coupes d'Asie des nations de 2011 et de 2015.
Il participe également aux Jeux panarabes de 2011. La sélection émirati remporte la compétition.

## Palmarès
Al Muharraq
| - Championnat de Bahreïn (4) : - Champion : 2006-07, 2007-08, 2008-09 et 2010-11. - Coupe de Bahreïn (4) : - Vainqueur : 2008, 2009, 2011 et 2012. |  | - Coupe du golfe des clubs champions (1) : - Vainqueur : 2012. - Coupe de l'AFC (1) : - Vainqueur : 2008. |